# Maesobotrya glabrata
Maesobotrya glabrata är en emblikaväxtart som först beskrevs av John Hutchinson, och fick sitt nu gällande namn av Arthur Wallis Exell. Maesobotrya glabrata ingår i släktet Maesobotrya och familjen emblikaväxter. Inga underarter finns listade i Catalogue of Life.